# 15861 Ispahan
15861 Ispahan è un asteroide della fascia principale. Scoperto nel 1996, presenta un'orbita caratterizzata da un semiasse maggiore pari a 2,9894816 UA e da un'eccentricità di 0,1395534, inclinata di 13,63495° rispetto all'eclittica.